# Rakfisk

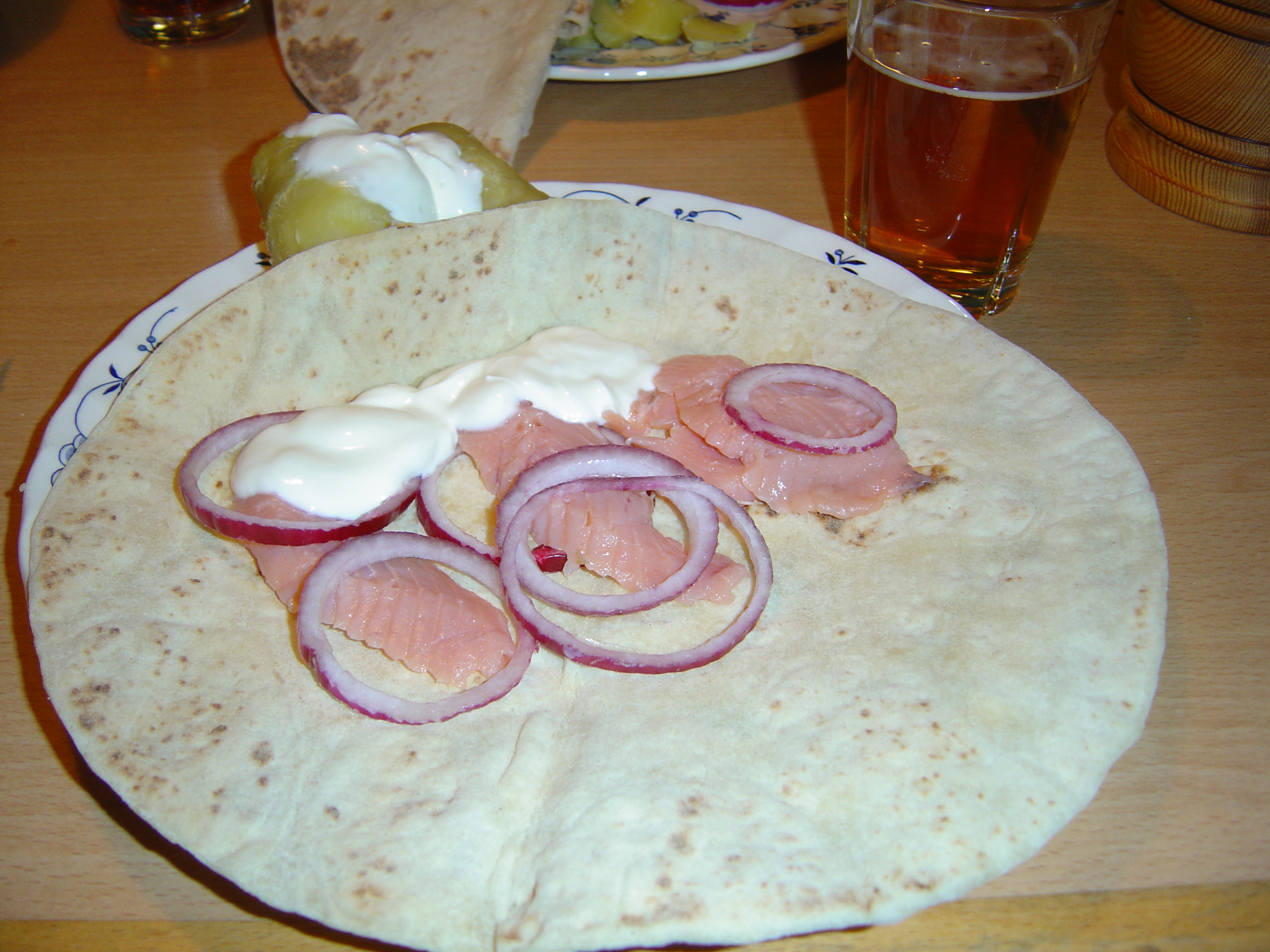
Rakfisk serverad med läfsa, lök, potatis och gräddfil

Rakfisk (från fornnordiskans rakr – blöt) är en norsk maträtt som vanligtvis tillagas av fiskarterna öring (rakørret), sik och röding. Fisken bereds genom fermentering och autolys. Beredningsmetoden är alltså densamma som för den svenska maträtten surströmming. Denna konserveringsmetod var i äldre tid vanlig i norra delen av Eurasien, inklusive inom samernas kosthållning.

## Tillredning
Under fermenteringen utsätts fiskråvaran för en omgivning där enzymer från mikroorganismer förändrar fisken biokemiskt. Processen liknar tillverkning av ost. Rakfisk har vissa likheter med gravad fisk. Skillnaderna i smak och konsistens är emellertid stora, jämförelsevis lika stora som skillnaden mellan färsk och vällagrad ost. Rakprocessen är en mikrobiologisk process, vanligtvis med mjölksyrebakterier, medan gravningen är en process där mikroorganismerna inte skall vara aktiva.
Fisken tillsätts 6–8 procent salt och en gnutta socker då den bereds. Fisken förvaras därefter i lufttät behållare i upp till 12 veckor. Rakfisken ätes sedan utan vidare tillagning.